# Anelosimus fraternus
Anelosimus fraternus là một loài nhện trong họ Theridiidae.
Loài này thuộc chi Anelosimus. Anelosimus fraternus được miêu tả năm 2006 bởi Agnarsson.